# Wisdom (EP)
Wisdom är det ungerska power metal-bandet Wisdoms debut-EP, utgiven i juli 2004 på Music Works. Den var bandets enda släpp med trummisen Csaba Czébely.
Wisdom innehåller även en video till låten "Strain of Madness".

## Låtlista
1. "Fate" – 4:16
2. "King of Death" – 4:01
3. "Strain of Madness" – 4:13
4. "Evil Disguise" – 4:22

## Medverkande
Musiker
- István Nachladal – sång
- Gábor Kovács – gitarr
- Zsolt Galambos – gitarr
- Máté Molnár – basgitarr
- Csaba Czébely – trummor

Produktion
- Gábor Kovács – producent, inspelningstekniker, mixning
- Zoltán Regenye – mastering
- Gyula Havancsák – omslagskonst